# Geest

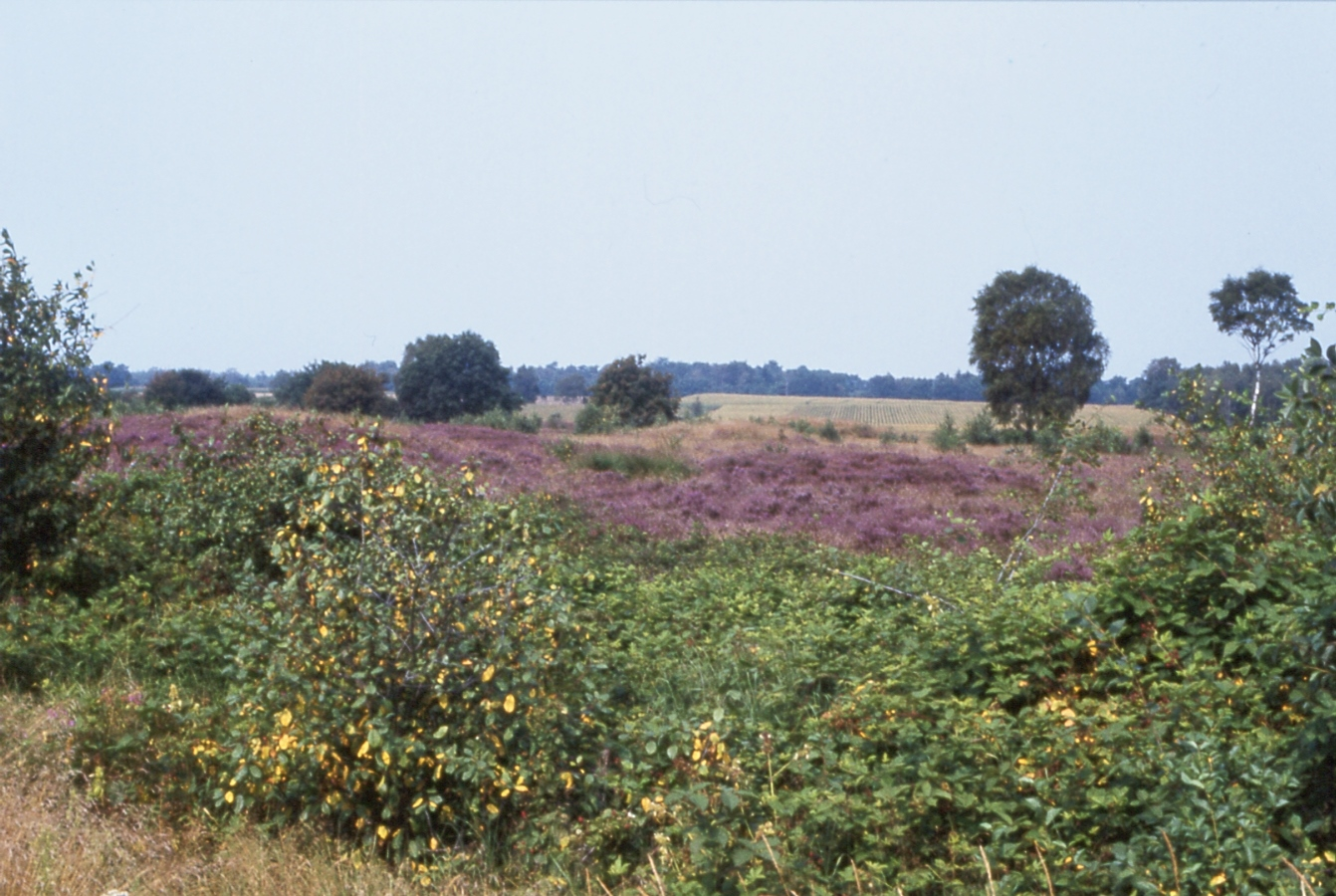
A geest Brémától délre

A geest (alnémet nyelvből, gest, ejtsd: gészt; jelentése: „száraz, terméketlen”) az Északi-tenger déli partvidékén, Hollandiában, Alsó-Szászországban, Schleswig-Holsteinben és Dánia nyugati területén a jégkorszak idején keletkezett magasabb fekvésű térszín.

## Jellemzése
A geestek a mocsarakból (marsch) kiemelkedő, azoknál 10-30 méterrel magasabban fekvő térszínek. Felszínük bár hullámzó, mégis síkság jellegű. A geestek a jégkorszak idején lerakódott vég- és alapmorénák felszínein jöttek létre, anyaguk az egykori gleccser által szállított homok és kőzettörmelék, amelyeken igen gyenge termőképességű váztalajok alakultak ki. Természetes állapotában erdős, legjellemzőbb növénye az erdei fenyő, a végmorénák vidékén tölgyesek. Természetes állapotukban meghagyott geestvidék igen kevés helyen maradt. Az ember által használt területen a szélerózió ellen telepített sövényekkel határolt apró szántóföldek és erdősávok váltogatják egymást. A geest központi vidékén a negyedidőszakban folyamatos volt a tőzegképződés. A néhol 10 méter vastag tőzegréteget mára szinte teljesen kibányászták. 

## Településhálózat
A magasan fekvő geest védelmet nyújtott az Északi-tenger mellékén rendszeresen bekövetkező vihardagályok ellen, ezért a területet már a középkor elején elkezdték benépesíteni. A geest határa Észak-Németországban néprajzi határ is: amíg a frízek az alacsonyan fekvő mocsarakat vették birtokba, a geestekre szászok érkeztek. A geestek peremén egykor összefüggő falusor húzódott, néhol egy-egy kisvárossal.